# Zaricine, Vîsokopillea
Zaricine (în ucraineană Зарічне) este localitatea de reședință a comunei Zaricine din raionul Vîsokopillea, regiunea Herson, Ucraina.

## Demografie
Componența lingvistică a localității Zaricine
     Ucraineană (95,83%)
     Rusă (3,05%)
     Alte limbi (0,64%)
Conform recensământului din 2001, majoritatea populației localității Zaricine era vorbitoare de ucraineană (95,83%), existând în minoritate și vorbitori de rusă (3,05%).